# 坂口岳洋
坂口 岳洋 （さかぐち たけひろ、1971年2月18日 - ）は、日本の政治家。元衆議院議員（1期）。

## 略歴
桐蔭学園高等学校、1994年3月に東京理科大学理学部物理学科を卒業し、1996年3月に東京大学大学院理学系研究科物理学専攻修士課程修了。
1996年にジャフコ（旧名：日本合同ファイナンス株式会社）に就職。2002年4月からはベンチャーキャピタルであるイノベーション・エンジン株式会社のベンチャー・パートナーや、ラティス・テクノロジー株式会社の経営顧問、筑波リエゾン研究所株式会社の顧問などをつとめる。
2005年9月11日の第44回衆議院議員総選挙に、民主党公認で山梨2区から立候補するも堀内光雄、長崎幸太郎の争いに埋没し落選。
2009年8月30日の第45回衆議院議員総選挙に、再び山梨2区から立候補し、堀内と長崎を破り初当選した。
小沢一郎政治塾の4期生出身であり、党内では小沢グループに所属。2010年6月の民主党代表選挙では樽床伸二の推薦人に名を連ねた。
しかし、2011年の代表選ではグループが海江田万里を支持したのに対し、坂口は野田佳彦を支持。2012年に閣議決定された消費増税関連法案については反対する小沢一郎とは異なり、党において手続きを経て決定したことなので賛成するとの立場を取った。
2012年12月16日の第46回衆議院議員総選挙では、長崎に敗れ落選。
2013年4月13日、民主党山梨県連は、同年夏に行われる第23回参議院議員通常選挙の山梨県選挙区の候補者として坂口を擁立することを決定したが、同年6月26日に民主党を離党。7月21日投開票の第23回参議院議員通常選挙には、無所属（民主党推薦）で山梨県選挙区から出馬するも次点で落選。同年12月14日、民主党に復党した。
2015年に政治活動を休止。同年から2020年まで株式会社和食人材プラットフォーム代表取締役、一般社団法人外国人誘致促進地域創生機構理事長を務める。2021年、イノベーション・エンジンに復職しエグゼグティブ・パートナーを務める。

## 所属していた議員連盟
- 民主党新たな戦略的国土地域政策を推進する議員連盟　事務局長

## 著作
- 2016年4月出版「10年後も中国人に爆売りする方法」～警告！爆買いバブルは2017年までに崩壊する～